# Демл, Якуб
Якуб Демл (чеш. Jakub Deml, 20 августа 1878, Тасов, тогда Австро-Венгрия — 10 февраля 1961, Тршебич) — чешский поэт, прозаик, переводчик. Писал на чешском и немецком языках.

## Биография
В 1896 познакомился и сблизился с известным поэтом Отокаром Бржезиной. Под его влиянием поступил в богословскую семинарию в Вене. В 1902—1909 — католический священник, впоследствии отошёл от церкви, но никогда не порывал с ней. Всю жизнь отличался непокорным нравом и непредсказуемыми поступками.

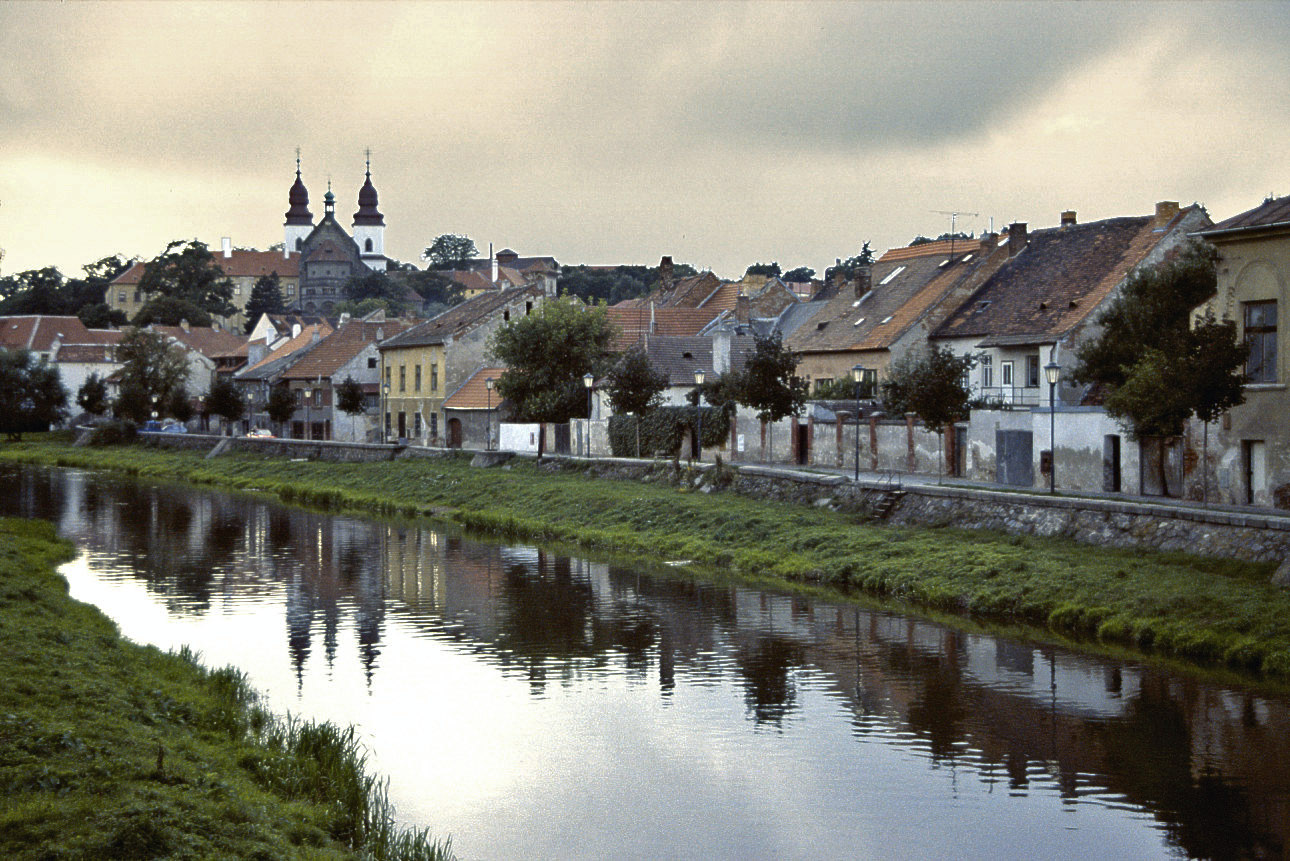
Тршебич

В 1910-е годы жил в Праге (остальную часть жизни — в родных местах, о которых много писал). В 1920—1930-е годы один из крупнейших и наиболее известных чешских авторов. После 1948 публикация его книг была запрещена и только вмешательство В. Незвала спасло Демла, которого огульно обвиняли в коллаборационизме, от концлагеря. В 1950-е жил в изоляции, начал пить. Но продолжал писать до последних дней.

## Творчество
Часто публиковался под псевдонимами. Перевел Рильке, жизнеописание Рюйсбрука Удивительного и др. Критика отмечала в его ранних книгах влияние экспрессионизма и сюрреализма. Жанровая природа написанного Демлом сложна, в его книги включаются документы, которые перемежаются эссе, политическим комментариями, письмами, афоризмами, стихами и др. Наиболее известен его двуязычный автобиографический, точнее — автографический (как все им написанное) роман-дневник «Забытый свет» (опубл. 1934), конфискованный цензурой «за непристойные сцены» и названный Р. Якобсоном «самым трагическим произведением чешской литературы»; роман был экранизирован в 1996. Действие его последнего романа «Осенний сон» (написан в 1951, опубликован в Лондоне в 1984, в Праге в 1992) разворачивается в концентрационном лагере для лиц духовного звания.

## Избранные сочинения
- Notantur lumina (1907, стихи)
- Hrad smrti (1912, роман)
- Moji přátelé (1913, лирическая проза)
- Tanec smrti (1914, роман)
- Miriam (1916, сб. любовной лирики и прозы)
- Šlépěje (1917—1941, цикл из 26 томиков автобиографических записок)
- Ein denkwürdiger Tag in Kukus (1933, стихи, на немецком языке)
- Solitudo (1934, стихи, на немецком языке)
- Zapomenuté světlo (1934, роман-коллаж)
- Das Lied eines wahnsinnig gewordenen Soldaten (1935, стихи, на немецком языке)
- Verše české 1907—1938 (1938, избранные стихи на чешском языке)
- Podzimní sen (1951, роман, при жизни не опубликован)
- Cestou do Betléma (1955, стихи, при жизни не опубликованы)
- Ledové květy (1959, стихи, при жизни не опубликованы)

## Сводные издания
- Zakletí slov I—II: výbor z veršů a básní v próze. Praha: BB/art, 2006

## Признание
С 1990-х годов фигура и творчество Демла привлекают все больше внимания как у него на родине, так и за рубежом. Вышло несколько книг его избранных стихотворений, прозы, записные книжки, переписка, ряд монографий о нем. Его сочинения переведены на немецкий и французский языки.